# Beaver County (Utah)
Beaver County je okres ve státě Utah v USA. K roku 2010 zde žilo 6 629 obyvatel. Správním městem okresu je Beaver, které je rovněž jeho největším městem. Celková rozloha okresu činí 6 707 km².